# Despacito
Despacito („încet/încetișor”) este o melodie în limba spaniolă, încărcată pe YouTube la data de 13 ianuarie 2017, pe canalul oficial al cântărețului Luis Fonsi. Piesa a strâns peste 6.8 miliarde de vizionări pe YouTube, întrecând piesele Gangnam Style sau Danza Kuduro, care au peste un miliard de vizionări.
Despacito a fost pusă la dispoziție pentru descărcarea digitală pe 13 ianuarie 2017 de Universal Music Latin. A fost lansată fizic pe 30 aprilie 2017 în Europa ca un single cu 2 piste, inclusiv versiunea originală și cea pop. Unele publicații muzicale au considerat că succesul single-ului a fost influențat de o tendință de combinare a muzicii pop populare și urbane după lansarea single-urilor care au devenit hituri create de Nicky Jam, Thalia, Enrique Iglesias, Carlos Vives, Ricky Martin și Shakira. Fonsi a considerat tendința de a fi "noul pop", iar Erika Ender a spus că "toată lumea face acest tip de fuziune". Luis Fonsi a mai spus că la două săptămâni după lansarea melodiei și a videoclipului său muzical, a început să primească apeluri de la "persoane care în mod normal nu sună. Oamenii care sună doar când se întâmplă ceva diferit". A primit apeluri de la Ricky Martin, Juan Luis Guerra, Marc Anthony și alți artiști, spunându-i că a fost o "alergare".
Peste câteva luni, a apărut și remixul cu Justin Bieber. Acest remix a intrat în mai multe topuri, atât europene cât și de pe alte continente.